# Rue de Seine
Pour l’article homonyme, voir Rue de Seine (album de Solal et Douglas).
La rue de Seine est une voie du 6e arrondissement de Paris

## Situation et accès
Cette rue traverse les quartiers de la Monnaie, de l'Odéon, et Saint-Germain-des-Prés.
Longue de 665 mètres, elle commence au 3, quai Malaquais et se termine au 16, rue Saint-Sulpice.
Le quartier est desservi par la ligne 10 à la station Mabillon.

## Origine du nom
Cette voie fut tracée sur la partie du fossé de l'enceinte de Philippe Auguste qui aboutissait à la Seine.

## Historique

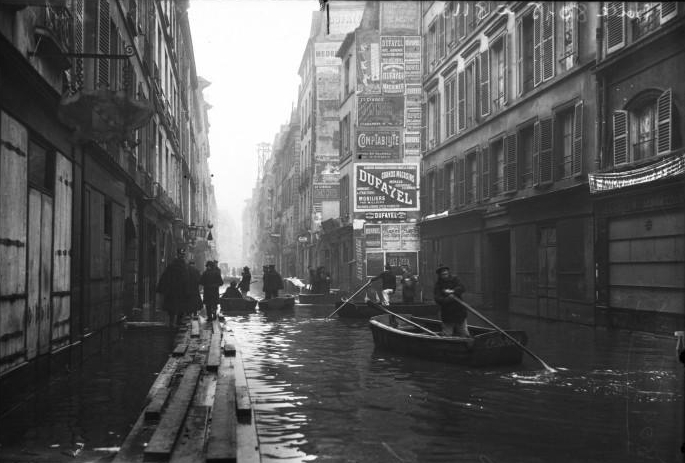
Crue de la Seine de 1910 dans la rue de Seine.

À l'origine chemin établi sur la partie du fossé de la ville aboutissant à la Seine, cette rue est baptisée « rue de Seine » en 1489. Elle porte un temps le nom de « rue du Sénat » à partir de 1867. Elle n'a été bâtie qu'à partir de 1535 environ.
Elle est citée sous le nom de « Grand rue de Seine » dans un manuscrit de 1636.
La partie comprise entre le quai Malaquais et la rue de Buci est la seule qui soit ancienne, elle remonte au milieu du XIIIe siècle et portera les noms de « chemin du Pré aux Clercs », « chemin tendant de la Porte de Buci au Pré aux Clercs », « chemin de la Porte de Buci à la Seine », « chemin du Pilori au Pré aux Clercs ». Selon Sauval, la rue s’appela « rue Dauphine » en raison de l’« hôtel Dauphin », situé au no 18. Sous le Premier Empire et à l'époque de la Restauration, elle est appelée « rue de Seine-Saint-Germain, ».
Le 30 janvier 1918, durant la Première Guerre mondiale, le no 6 rue de Seine est touché lors d'un raid effectué par des avions allemands.

## Bâtiments remarquables et lieux de mémoire

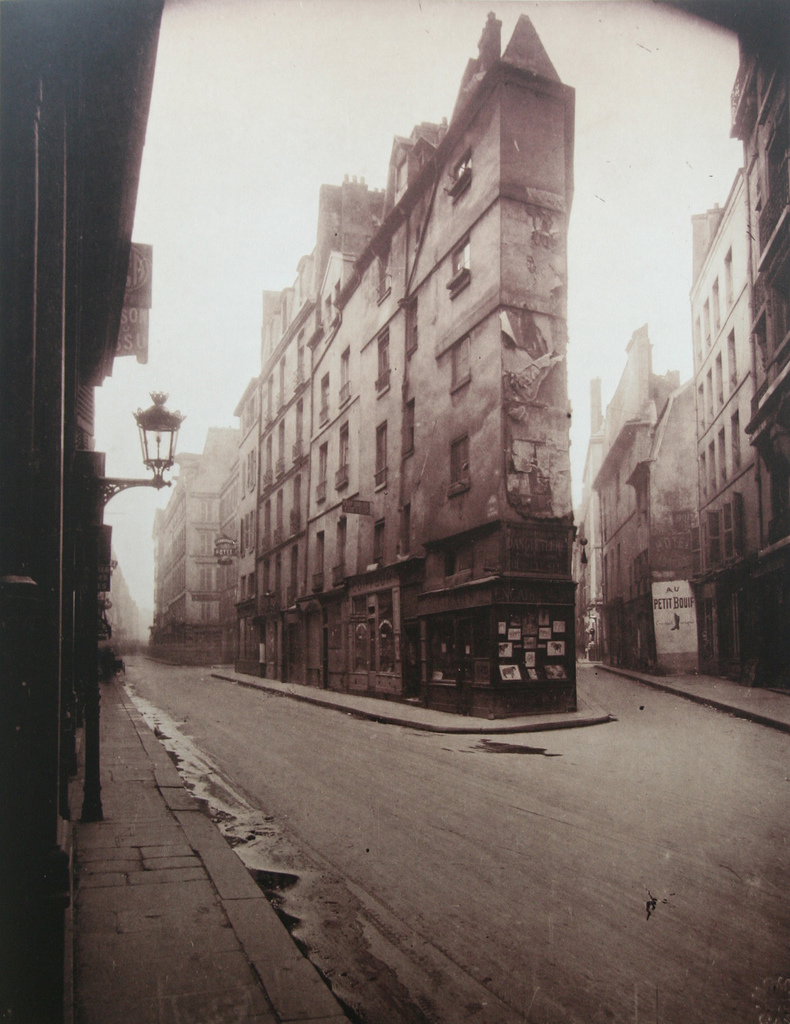
Jonction avec la rue de l'Échaudé, photographie d'Eugène Atget (1924).
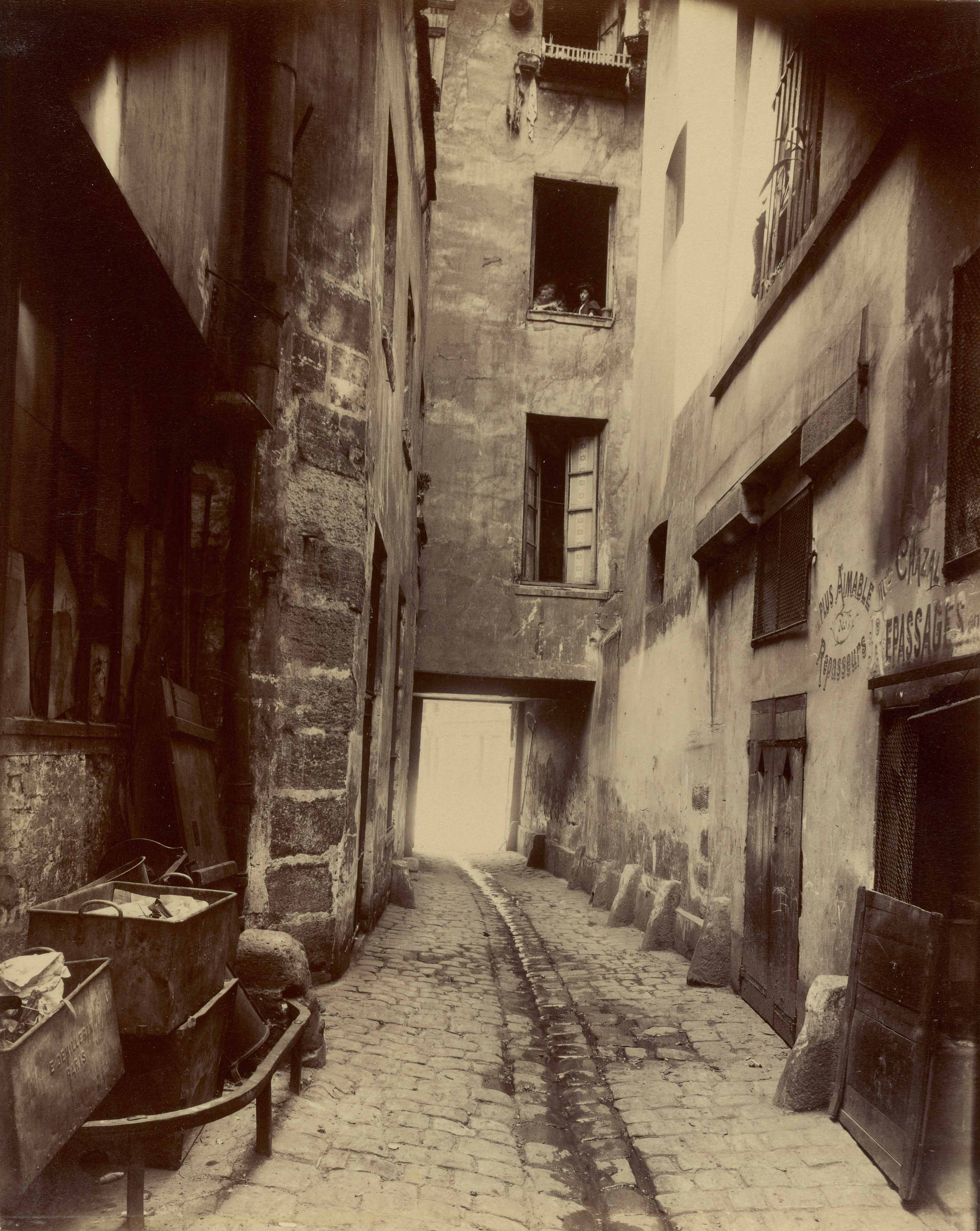
Angle rue de Seine et rue de l'Échaudé, photographié par Eugène Atget.

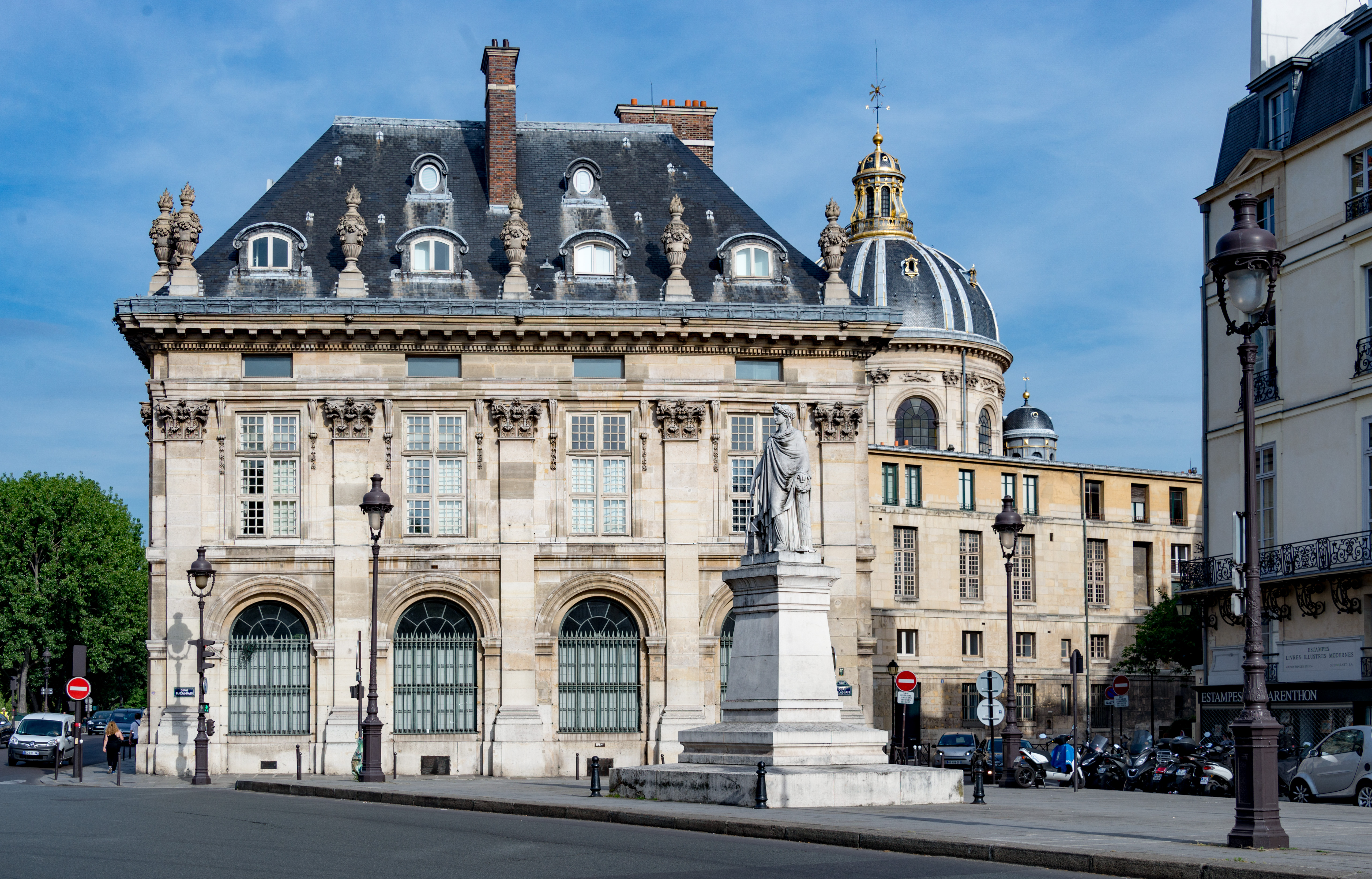
No 1 : pavillon de l'Institut
vu de la place Mahmoud-Darwich.

- No 1 (et aussi quai Malaquais et 27, place de l'Institut[5]) : pavillon de l'Institut, dit aussi pavillon des Arts et anciennement pavillon des Quatre-Nations.

— Le peintre Jean Jouvenet dit le Grand y meurt le 5 avril 1717, dans son logement.
— L'écrivain Jules Sandeau (1811-1883) y vécut à partir de la fin des années 1850 ou du début des années 1860 et jusqu'à sa mort, dans un logement de fonction , à moins de 200 mètres de distance de l'appartement où, dans sa jeunesse, il allait retrouver George Sand (voir no 31).
- Nos 2 à 10 : emplacement de la façade et du bâtiment principal de l'ancien palais de la reine Marguerite de France (1553-1615), communément appelé hôtel ou palais de la reine Margot. Elle y vécut de 1606 jusqu'à sa mort et le légua avec son parc et ses dépendances à Louis XIII qui vendit l'ensemble à un consortium de financiers en 1623. Cinq ans plus tard, l'hôtel fut morcelé en trois lots[1].
- Face à ce palais, dans une des premières maisons (disparue) du côté impair, logea de 1610 à 1612 Vincent de Paul (1581-1660), alors aumônier de la reine Marguerite de France.
- Nos 2 et 4 (et 1, quai Malaquais) : square Honoré-Champion, aménagé en 1947. Son emplacement est celui qui fut occupé en 1628 par un des trois lots issus de l'ancien palais de la Reine Margot[1]. Ce petit square — entretenu par les services des parcs et jardins de la Ville de Paris, clôturé par une grille et fermé au public — abritait depuis 1962 une statue en pied de Voltaire (réalisée en 1945-1947), en pierre, sculptée par Léon-Ernest Drivier[8] (1878-1951). Cette œuvre contemporaine qui appartient au Centre national des arts plastiques (CNAP) dépendant du ministère de la Culture a été enlevée par les services de la Mairie de Paris en août 2020[9]. Une copie en résine de marbre est cependant réinstallée dans le square au printemps 2024[10].
- No 6 : locaux, depuis 1938, de l'agence de photographie Roger-Viollet, précédemment boutique du marchand d'images Laurent Ollivier[11].

Anciennement emplacement du portail principal du palais de la Reine Margot, puis du deuxième des trois lots constitués en 1628 lors du morcellement de ce palais. Au fond de la cour est situé un hôtel particulier bâti dans la première moitié du XVIIe siècle dont les façades sur cour et sur jardin sont classées. Parmi les occupants de cet hôtel l'historien Jacques Hillairet a recensé les personnalités suivantes ,
— Tannegui Séguier († 1642), président au parlement de Paris, locataire ;
— deux ambassadeurs extraordinaires de la Hollande, en 1697 et 1698 ainsi que le cardinal cardinal Gualterio († 1728), en 1713 à titre privé, logés à l'hôtel meublé de luxe dénommé hôtel de la Reine-Marguérite qui y était implanté de 1680 à 1717 ;
— Pierre Gilbert de Voisins, membre du Conseil de finances et avocat général du Parlement, de 1717 à 1769 et la fille de celui-ci, jusqu'en 1775, propriétaires ;
— l'économiste et philosophe Victor Riquetti (1715-1789), marquis de Mirabeau, de 1775 à sa mort, propriétaire. Le marquis, séparé de son épouse qui lui avait apporté en dot l'hôtel voisin (voir no 4) et lui avait donné onze enfants n'habita jamais cet hôtel (ni celui du no 4) qu'il avait acquis dans un but purement spéculatif .
— Leur fils Honoré-Gabriel Riqueti de Mirabeau (1749-1791), figure de la Révolution française y a vécu.
— Une plaque rappelle le séjour en France de Roger Joseph Boscovich de 1775 à 1777.
— À partir de 1807, Pierre-Joseph Redouté (1759-1840), peintre favori de l'impératrice Josephine et spécialiste de l'art délicat de la reproduction des roses, loua un appartement de neuf pièces dans cette demeure dite « hôtel Mirabeau ». Il y établit un grand atelier où il employa toute une équipe de graveurs et devint son propre éditeur. Il y demeura encore lorsqu'il fut frappé d'une congestion cérébrale durant un cours de dessin donné au jardin des plantes du Muséum d'histoire naturelle. Ramené à son domicile parisien, il y mourut auprès de sa femme et de sa fille, le 19 juin 1840, et fut inhumé le 23 juin au cimetière du Père-Lachaise.
— Le pharmacien Jean-Nicolas Gannal (1791-1852), inventeur d'un procédé d'embaumement y mourut en son domicile en 1852. Son fils, le médecin Adolphe Antoine Gannal (1826-1895) y habita encore en 1895.
- Le docteur Ulysse Trélat fils (1828-1890) et son épouse Anne Marie Molinos (1834-1914), salonnière, cantatrice amateur mezzo-soprano, y vécurent depuis 1857 et y moururent.
- Portes

Portes
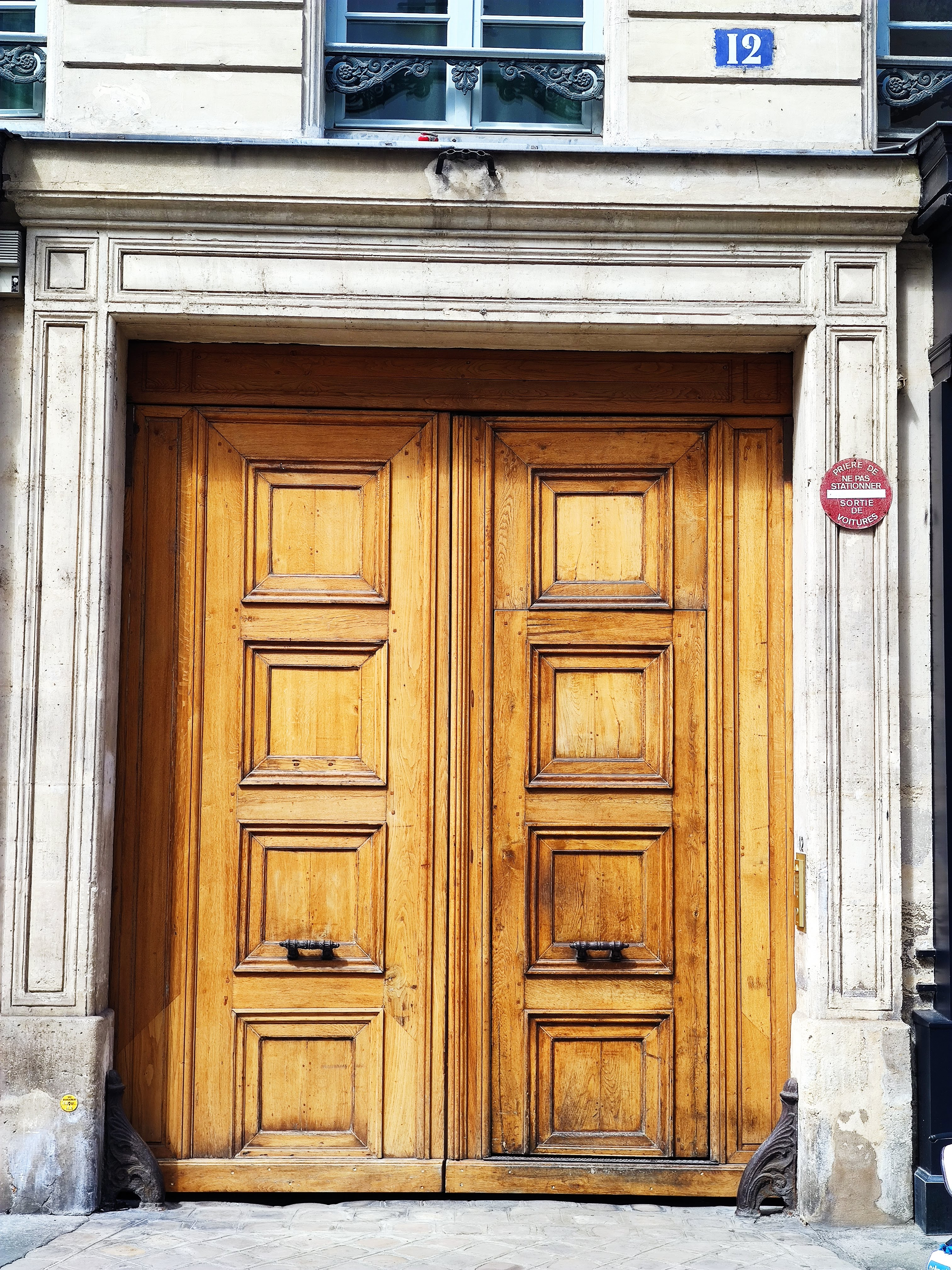
No 12.
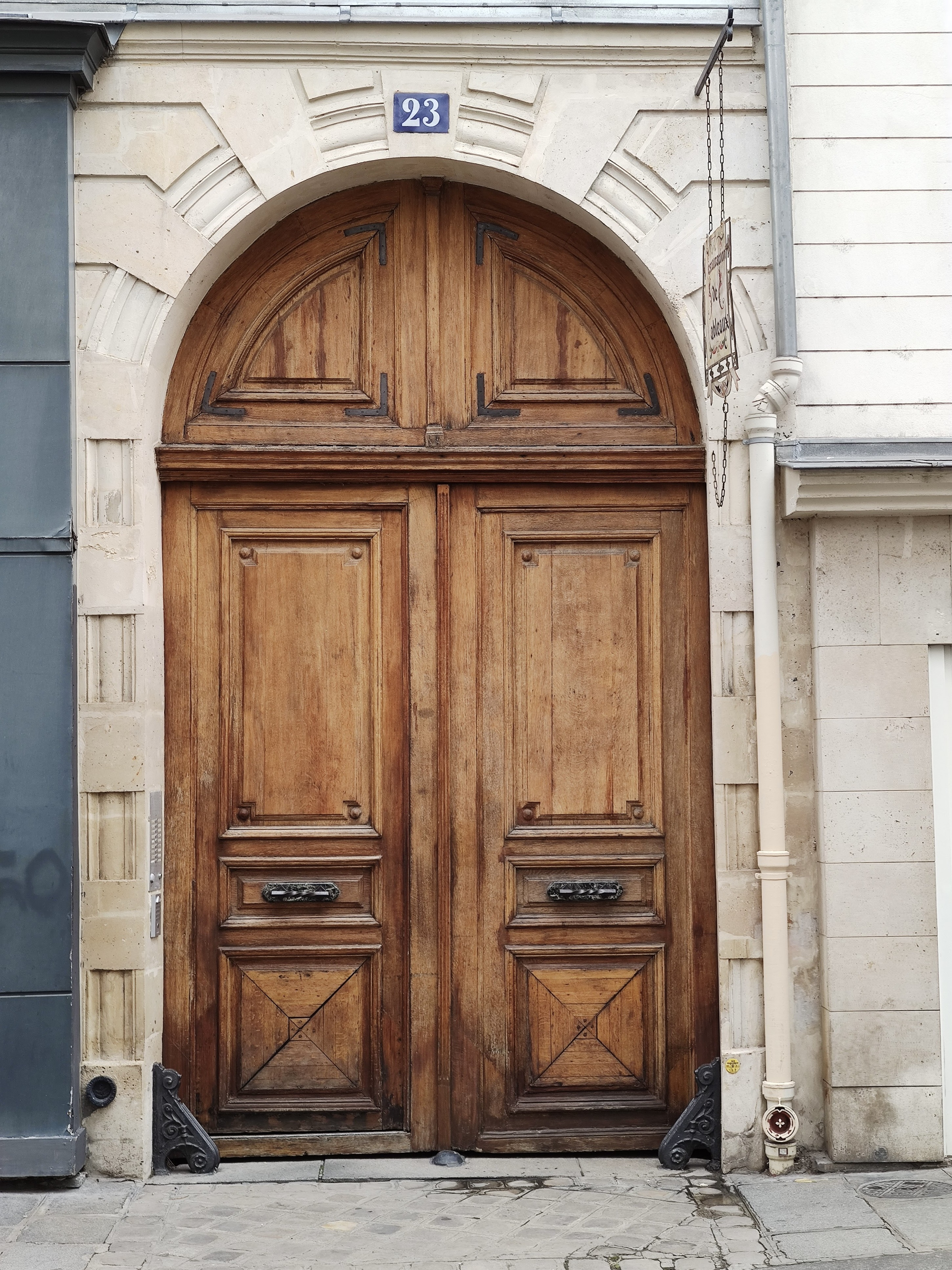
No 23.
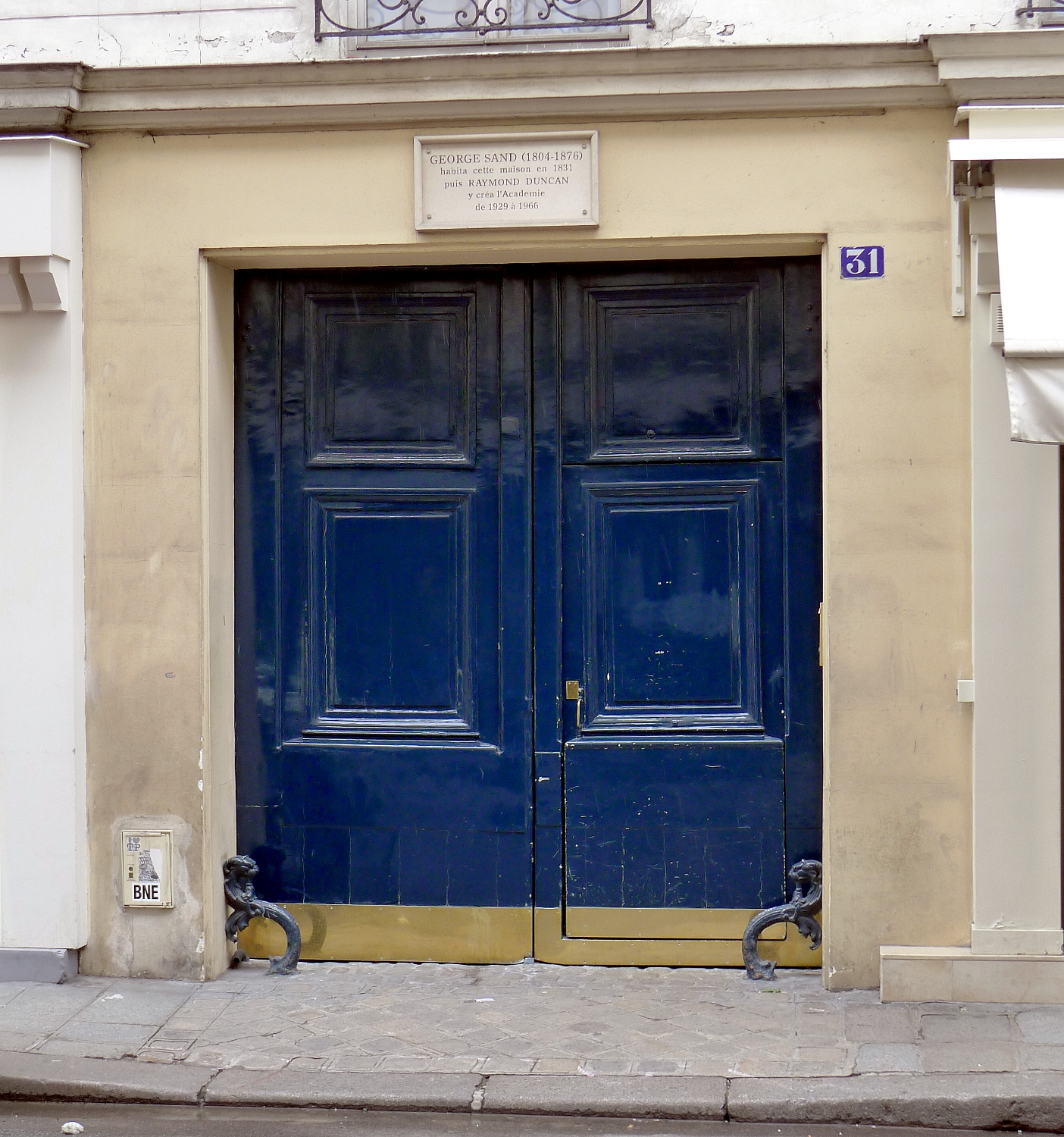
No 31 : immeuble habité par George Sand.
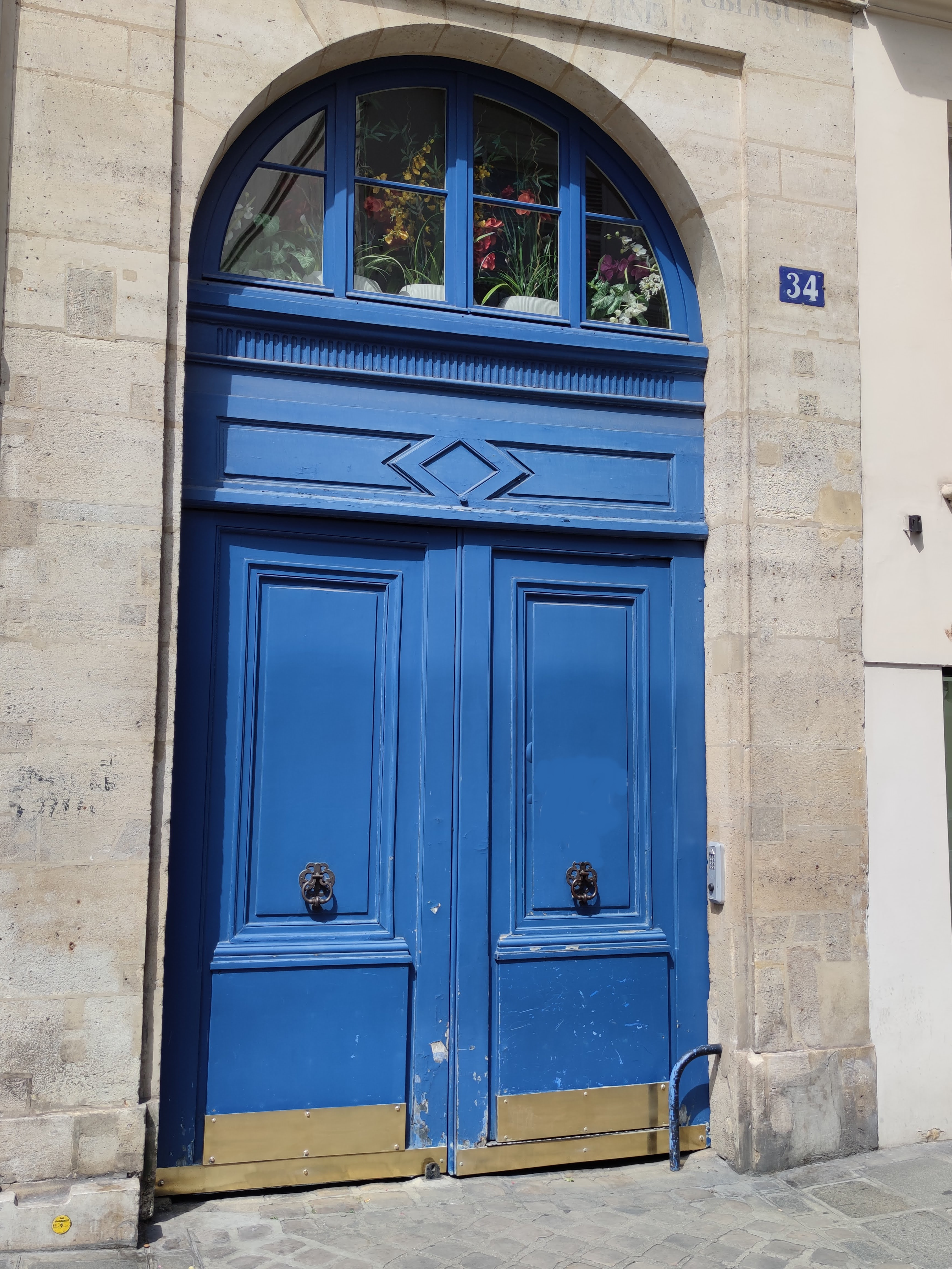
No 34.
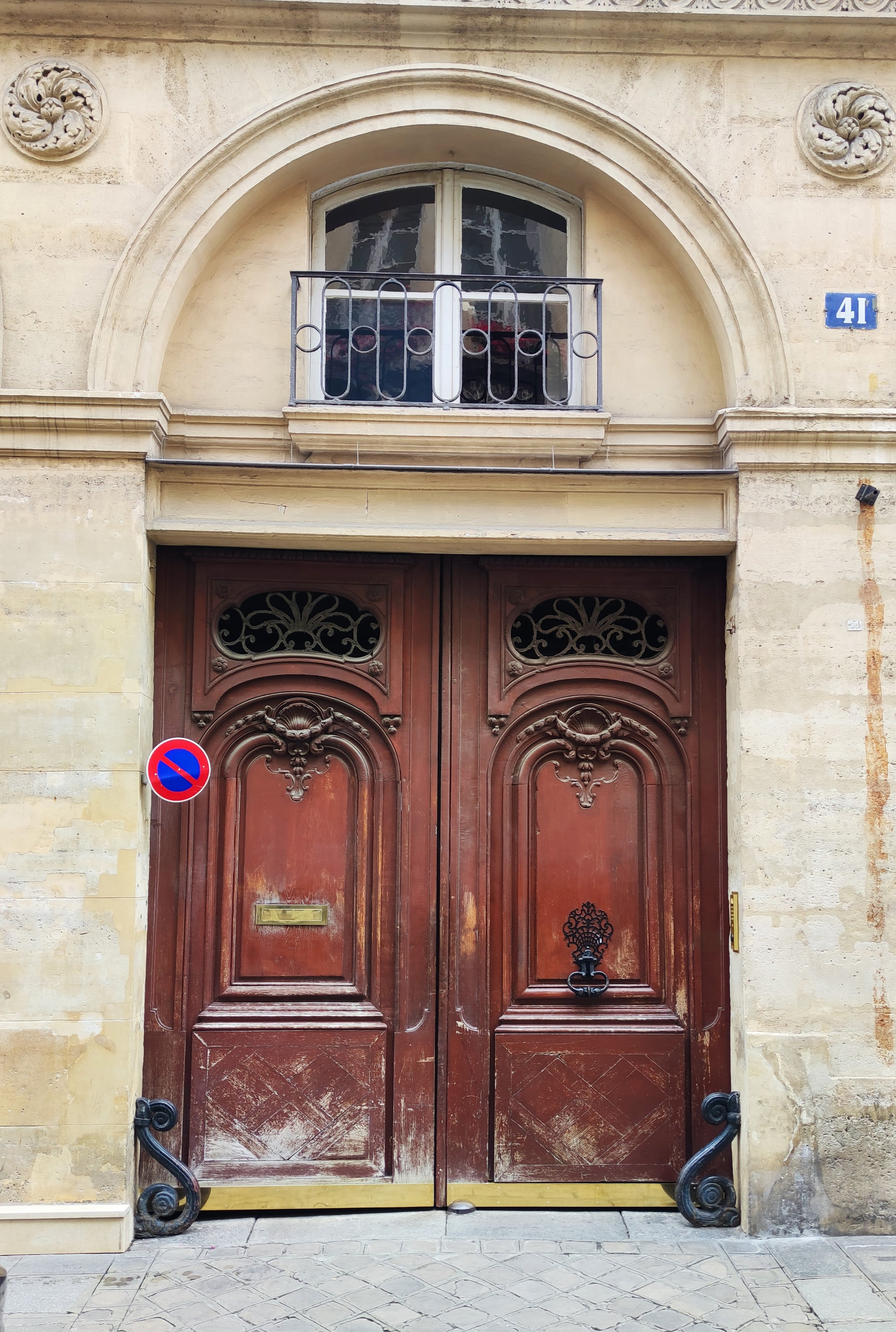
No 41.
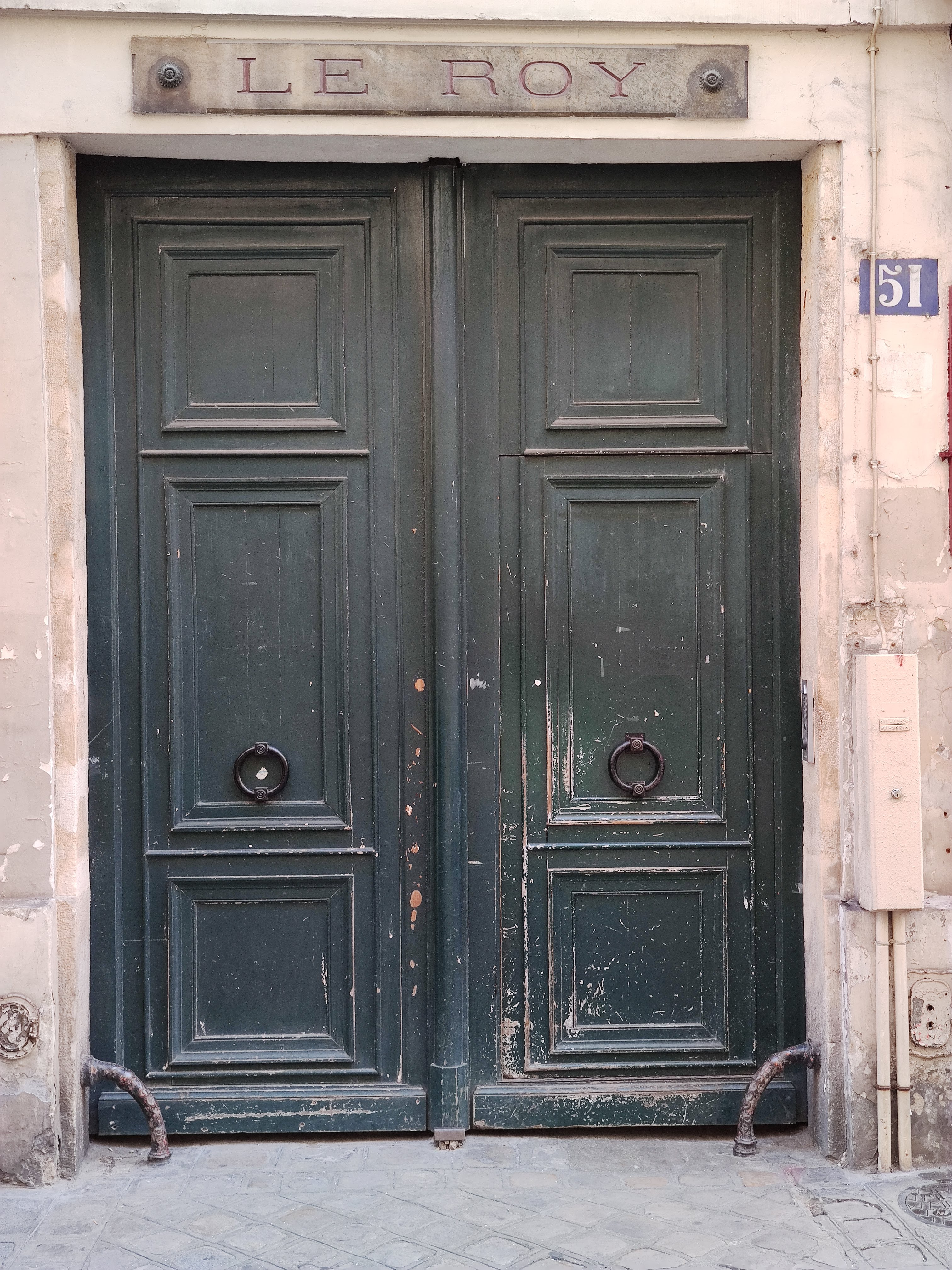
No 51.

- No 12 : le peintre André Hébuterne y avait son atelier et domicile[17].
- No 13 : l'écrivain André Billy y habita en 1912. Description de son appartement par Paul Léautaud dans son Journal littéraire au 8 août 1912. Un immeuble au no 11 semble avoir été démoli pour faire place au square Gabriel-Pierné. Le sculpteur Gabriel-Jules Thomas (1824-1905) a vécu et est mort également au 13.
- No 14 (et 2, rue des Beaux-Arts) : emplacement de l'ancienne galerie d'art connue sous le nom de galerie Pierre, ouverte en octobre 1924 au 13, rue Bonaparte (6e arrondissement) par Pierre Loeb (1897-1964), en collaboration avec Henriette Gomès, modèle du peintre Jules Pascin, puis transférée ici en 1926 où elle resta en activité jusqu'en 1963. Pierre Loeb mourut l'année suivante[18]. Les annonces et cartons d'invitation aux vernissages portent les deux adresses « 2, rue des Beaux-Arts (14, rue de Seine) ».
- Nos 14 à 18 : emplacement de l'ancien hôtel de La Rochefoucauld-Liancourt[19],[20], précédemment hôtel de Bouillon et plus anciennement hôtel Dauphin. Cet hôtel particulier, datant de la première moitié du XVIIe siècle et détruit en 1825 pour faire place à la rue des Beaux-Arts, avait d'abord appartenu à Louis de Bourbon, premier duc de Montpensier (1538) et dauphin d'Auvergne (1543), puis à ses descendants qui le vendirent au maréchal de France Henri de la Tour, duc de Bouillon (1555-1623). Il passa ensuite à Roger du Plessis-Liancourt, duc de La Roche-Guyon, dont la petite-fille, Jeanne-Charlotte du Plessis-Liancourt (1644-1669) l'apporta, en 1659, en dot à son époux François VII de La Rochefoucauld (1634-1714). En juin 1767, la dépouille de la Bête du Gévaudan aurait été enfouie dans la cour de l'hôtel. Vendu en 1793 par ses descendants, puis détourné de sa fonction initiale, divisé et mis en location, l'hôtel de La Rochefoucauld conserva son jardin dessiné, selon une tradition orale, par Hubert Robert et qui passa, en 1811, pour être l'un des plus beaux et des plus pittoresques de Paris[21].

Le peintre et dessinateur Jacques Augustin de Silvestre (1719-1809), maître à dessiner des Enfants de France y avait un appartement après la Révolution, où il mourut le 10 juillet 1809.
Dans les premières années de son mariage, conclu en 1818, madame Ancelot (1792-1875) y établit son atelier de peinture et son salon littéraire.
- Nos 15 à 17 : maisons du XVIIIe siècle. L'antiquaire Romi y avait son magasin dans les années 1940[24].
- No 16 : à partir de 1920, le peintre Maximilien Luce (1858-1941) y habita quand il ne séjourna pas dans la maison qu'il avait acquise à Rolleboise[25] et garda ce pied-à-terre jusqu'à sa mort. Ce fut ensuite la demeure parisienne de son fils Frédéric Luce qui y organisa du 22 avril au 11 mai 1951 l'exposition Travail-peintures de Maximilien Luce[26].
- No 18 : domicile et atelier des peintres Antoine Chintreuil et Jean Desbrosses au sixième étage en 1856[27],[28].
- No 22 : à cette adresse se trouve pendant 16 ans, jusqu'en 1959, la librairie L'Originale du libraire et collectionneur d'art Richard Anacréon (1907-1992)[29], fréquentée par des écrivains mais aussi par de nombreux peintres, comme André Derain, Maurice de Vlaminck ou encore Kees van Dongen[30].
- No 25 : maison dans laquelle habita D'Artagnan avant de s'installer rue du Bac. Un combat aurait eu lieu entre lui et les gardes du cardinal de Richelieu dans l'escalier. D'Artagnan parvint à s'enfuir par l'appartement du dernier étage.
- No 26 : ancien cabaret dénommé Au petit Maure, connu dès Henri IV, et dont il reste l'enseigne. Le poète Marc-Antoine Girard de Saint-Amant mourut dans cet immeuble le 29 décembre 1661. En 1926, ouverture de la galerie d'art de Léopold Zborowski et Anna Zborowska : ils exposent Amedeo Modigliani, André Derain, Pinchus Krémègne, Chaïm Soutine, Marc Chagall, André-François Breuillaud, René Iché, Eugène Ebiche, Maurice Utrillo, Jean Aujame,  Jean Fautrier.

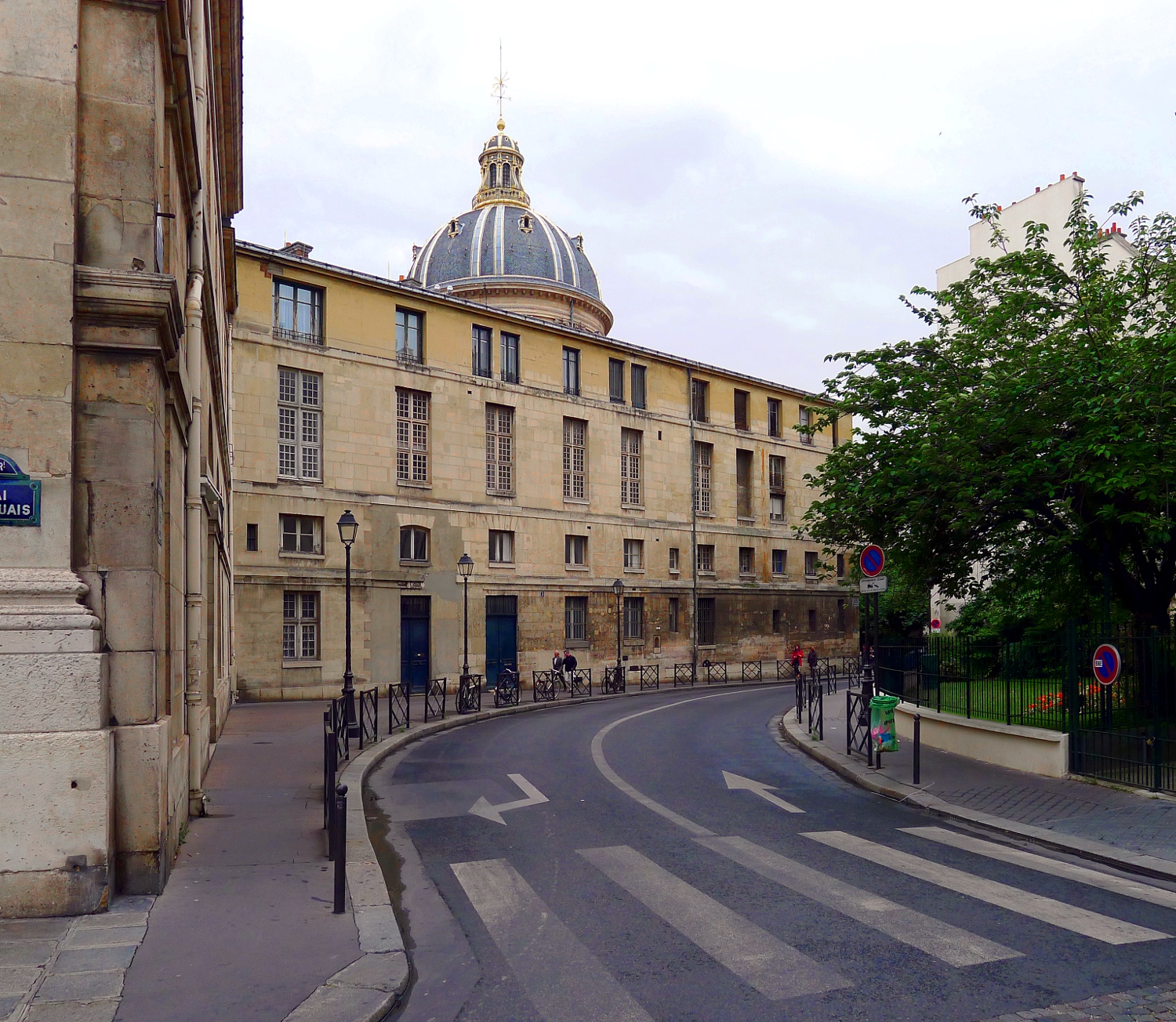
Début de la rue, côté Seine (nos 1 et 3) avec le dôme de l'Institut en arrière-plan.
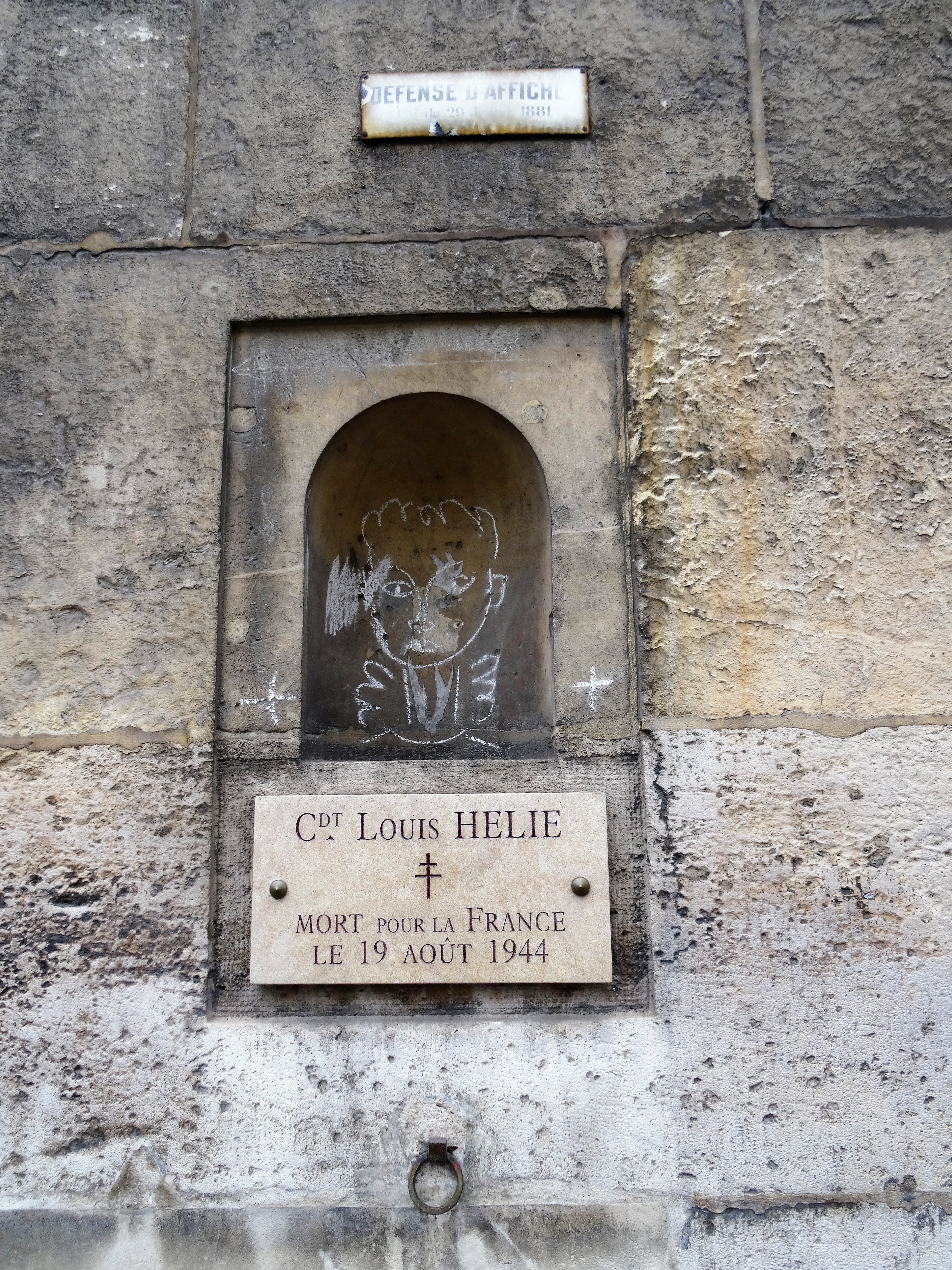
Plaque en mémoire du résistant Louis Hélié au no 3.
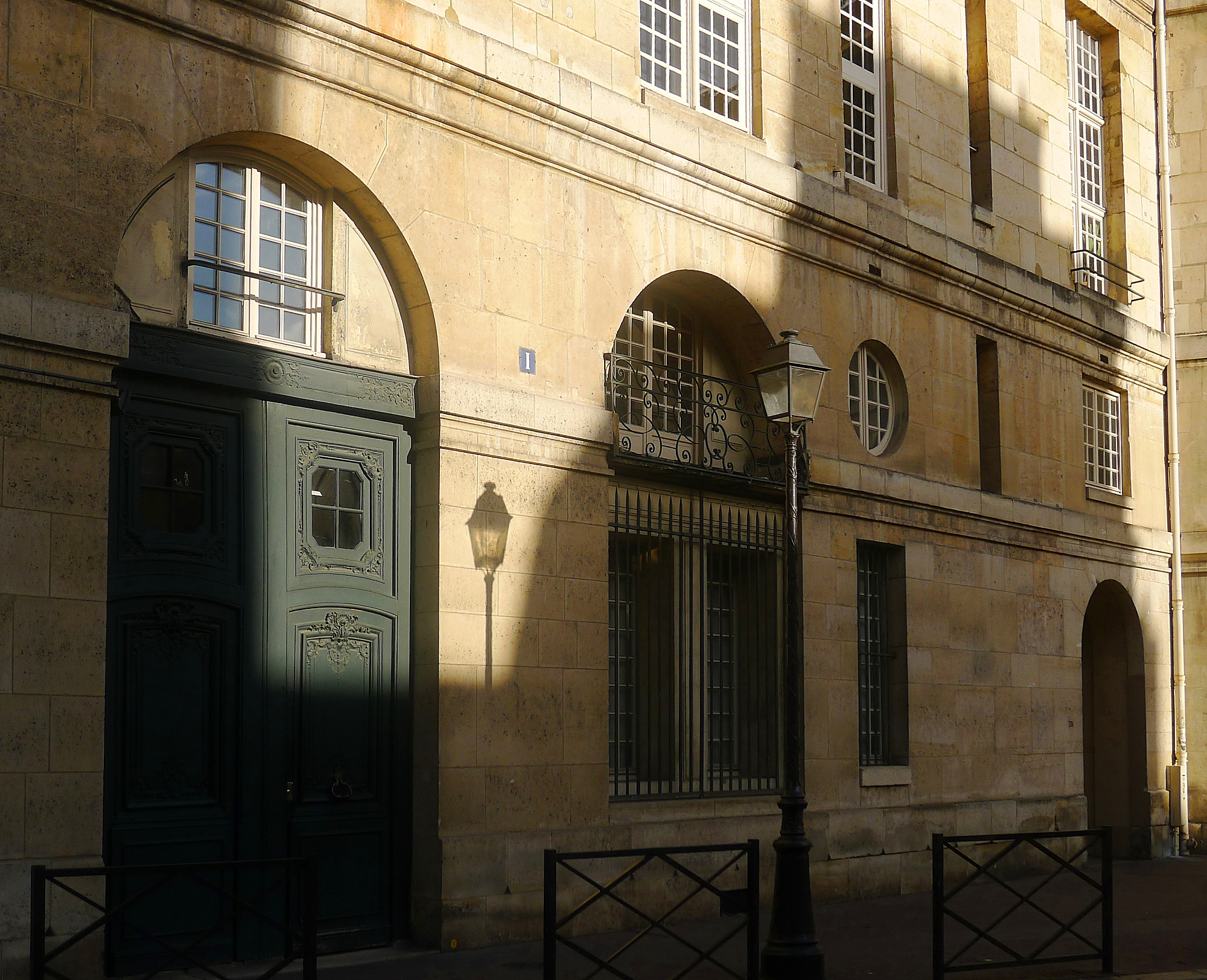
Immeuble du no 1.
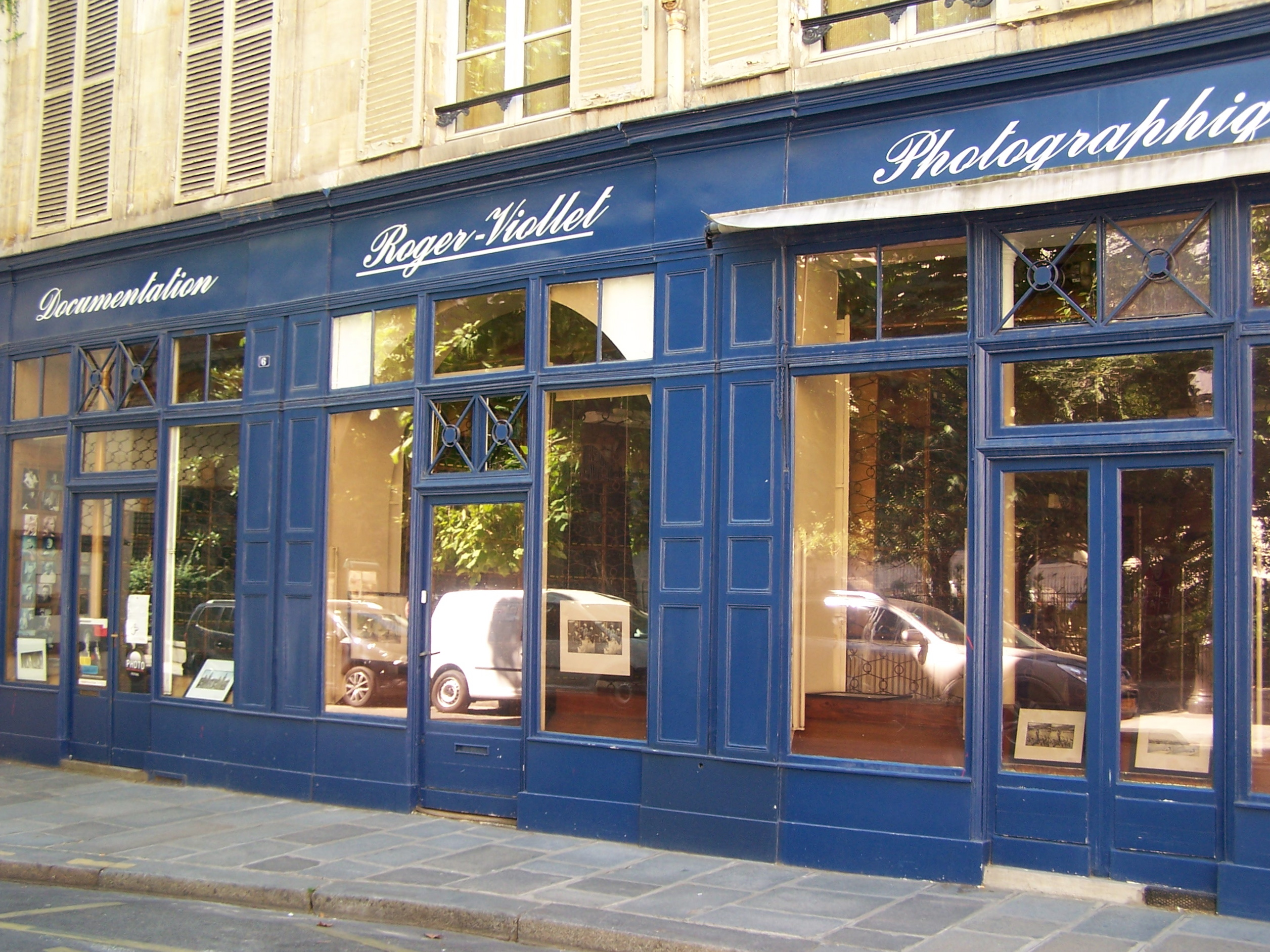
Agence Roger-Viollet, au no 6.
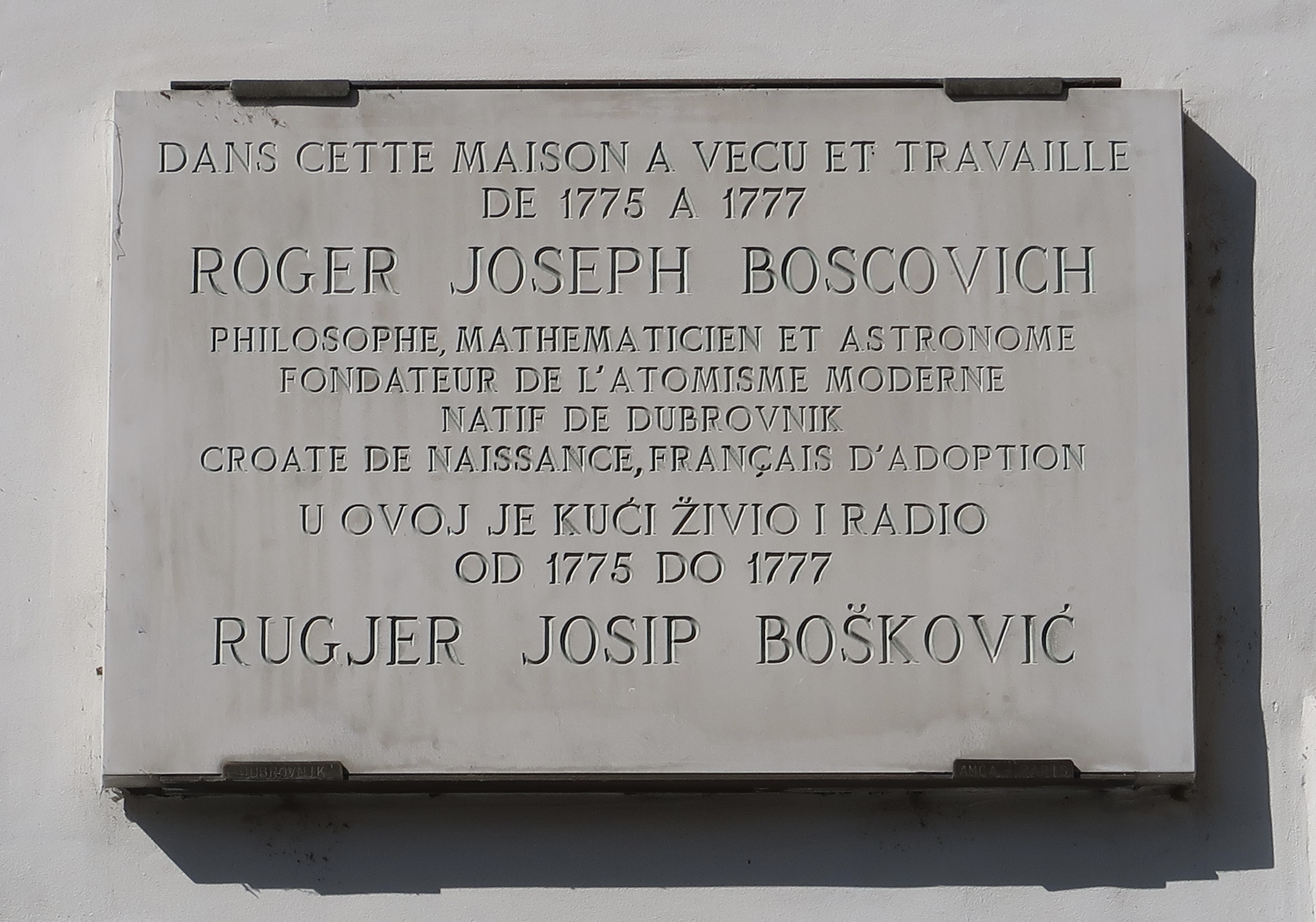
Plaque au no 6.
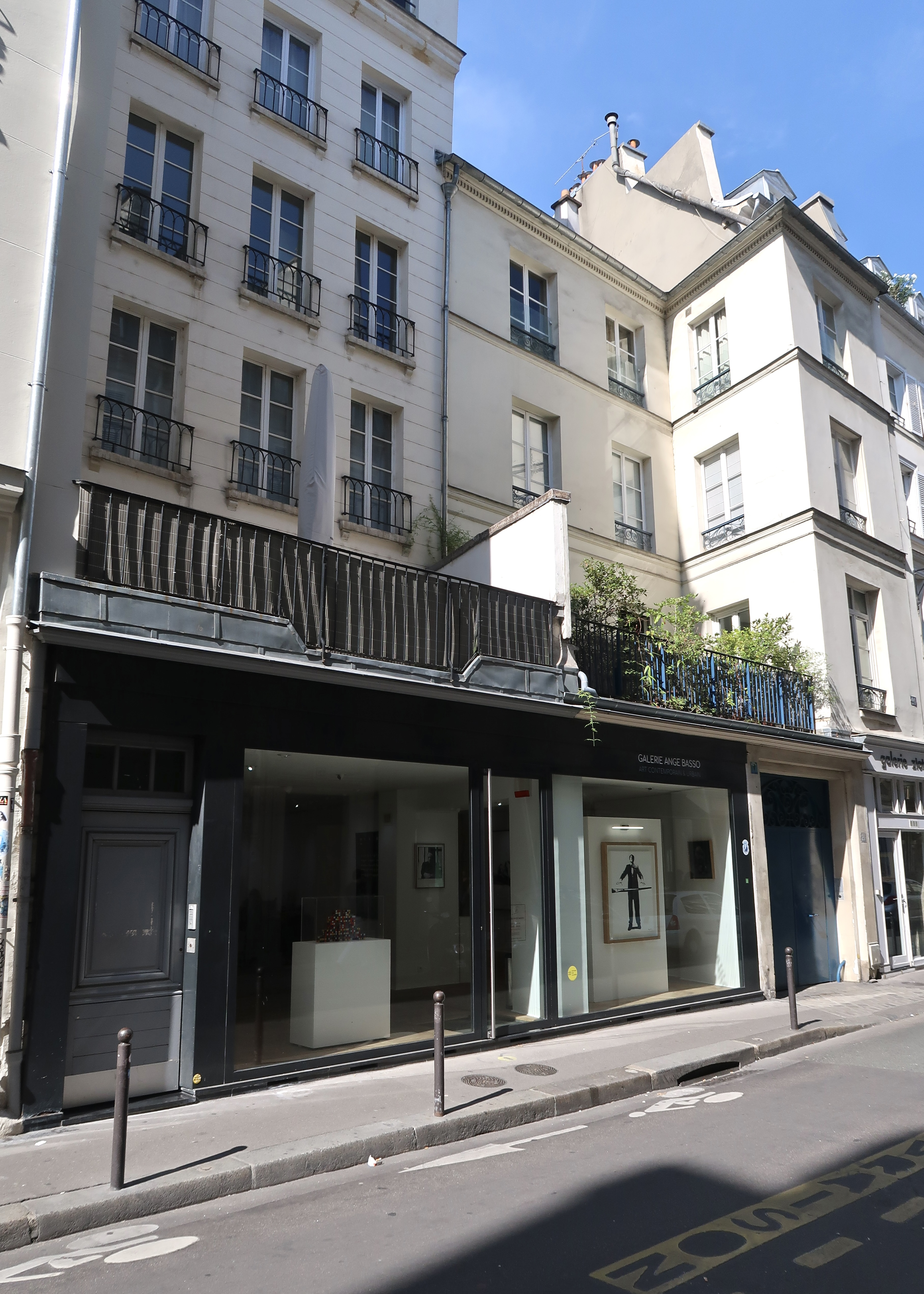
Immeuble du no 22.
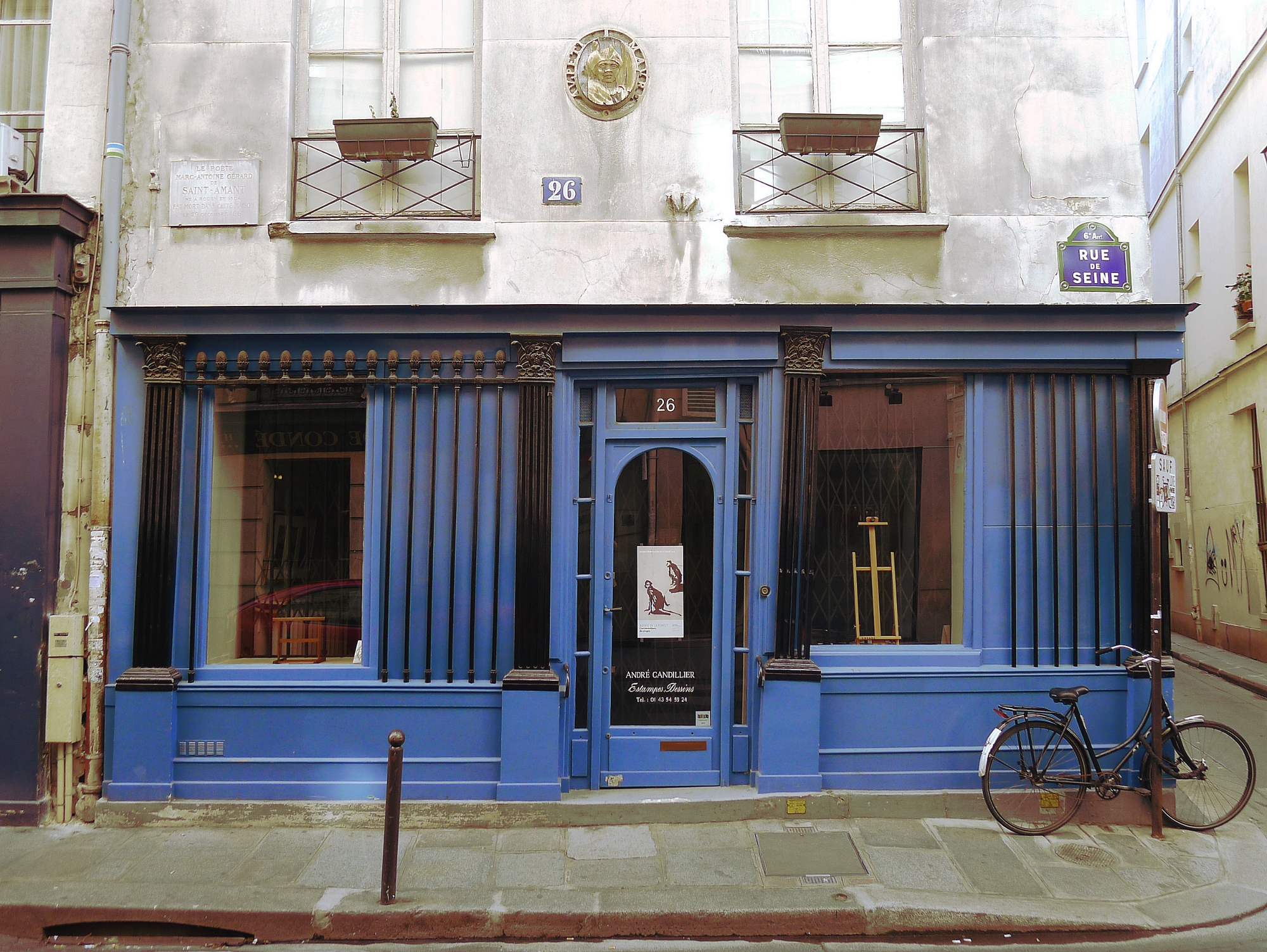
Maison du no 26.
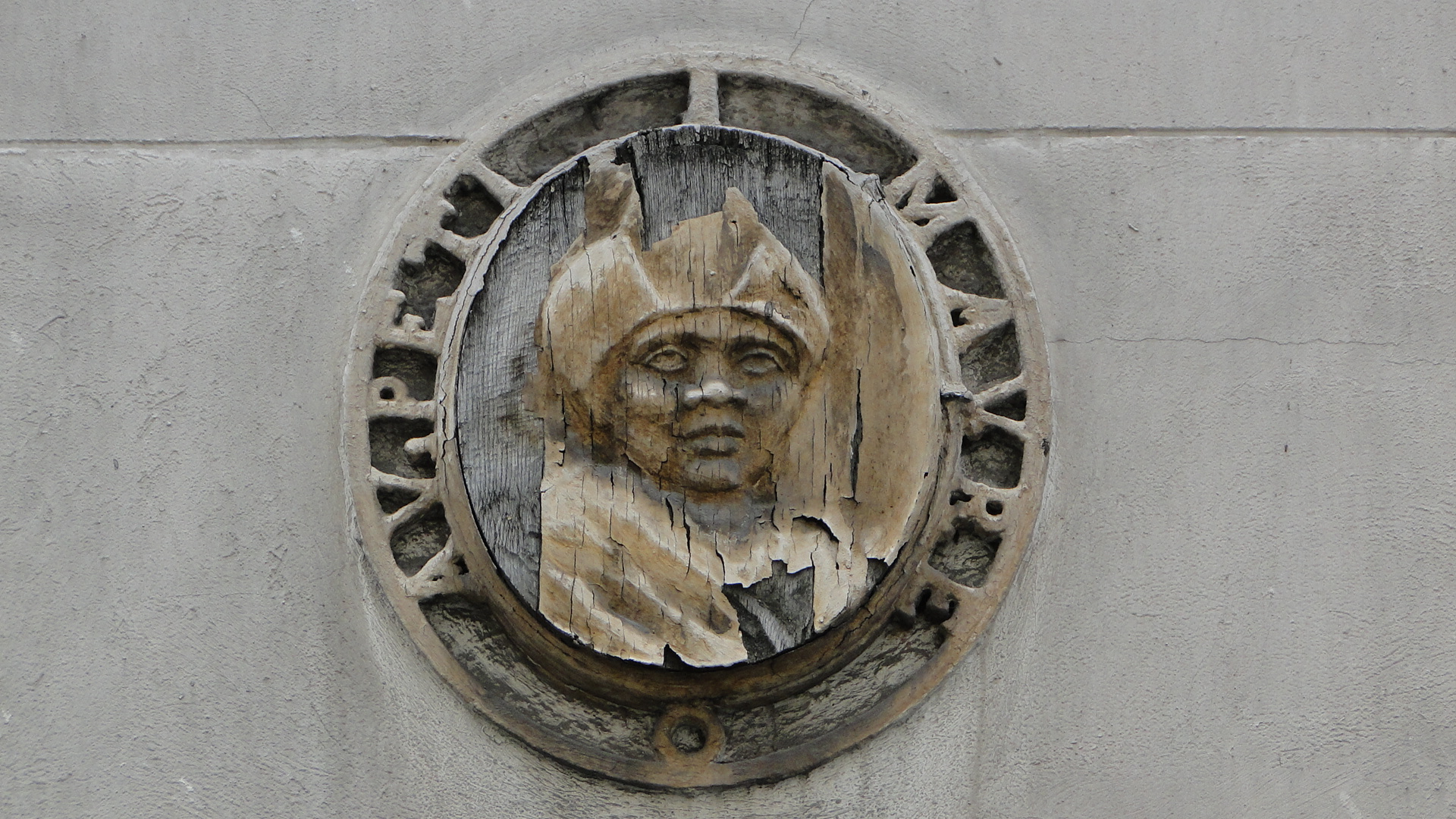
Enseigne de l'ancien cabaret Au petit Maure au no 26.

- No 27 : ce fut, de juillet à août 1855 (ou de juillet à décembre), l'adresse de Charles Baudelaire (1821-1867), qui déménagea sans cesse. Il avant auparavant occupé une chambre au no 57[31].
Au rez-de-chaussée, emplacement de la galerie 27, où de nombreuses œuvres de Pablo Picasso furent exposées dans les années 1970, remplacée aujourd'hui par une galerie d'art tribal.
- No 29 : Charpentier, libraire-éditeur, présent en 1840.
- No 31 : maison habitée en 1831 par George Sand, et de 1911 à 1966 Raymond Duncan qui y créa son académie entre les deux guerres.
- No 33 : immeuble à usage mixte, de logements et commerces ;
— en 1820, David Lévi Alvarès y inaugura son Cours d'éducation maternelle, communément appelé Cours Lévi, destiné aux jeunes filles de tout âge qui s'y instruisirent en présence de leurs mères jusqu'en 1833, année du transfert du cours au 17, rue de Lille[32] ;
— emplacement, dès 1830, de l'ancienne librairie Paulin, ouverte la même année par Alexandre Paulin en association avec l'éditeur Jacques-Julien Dubochet, puis siège de la maison d'édition Paulin-Hetzel, fondée en 1837 par Paulin et son ancien commis Pierre-Jules Hetzel. Paulin quitta l'affaire dès 1843 pour se consacrer au lancement de L'Illustration dont il fut cofondateur. Hetzel constituera en 1860 sa deuxième maison d'édition sous la dénomination Hetzel & Cie (voir 18, rue Jacob)[33].
- Nos 35 et 37 : immeuble (première moitié du XIXe siècle[34]) à usage mixte de logements et commerces, de 5 étages à 5 travées sur rez-de-chaussée, qui communique par un passage avec le 36 bis, rue Mazarine ;
— emplacement de l'ancienne galerie Visconti[35] fondée en 1946 au no 35 par le marchand d'art Maurice Garnier (1920-2014), avec lequel son confrère et protecteur Emmanuel David partagea, à partir de 1957, un contrat d'exclusivité signé en 1948 avec le peintre expressionniste Bernard Buffet[36]. Ultérieurement, Garnier transféra le siège de ses activités vers l'avenue Montaigne où la nouvelle galerie Maurice Garnier, inaugurée en 1956, est exclusivement dédiée à l'œuvre de Buffet depuis 1977[37].
- No 39 : domicile de l'ingénieur, mathématicien et économiste Claude Navier de 1825 à 1829. Auguste Jean Moreau, chevalier de la Légion d'honneur, président de la Cour royale de Paris, y habita en 1847. Ancienne boutique d'estampes de la Librairie des beaux-arts, fondée par l'oncle d'Alfred Delauney nommé Salmon, reprise par Delauney en 1850.
- No 41 : Armande Béjart s'y installa après la mort de Molière.
- No 43 : café-restaurant La Palette, construit dans les années 1930 et classé aux Monuments historiques en 1984[38].
- No 48 : dans cette maison, en 1888, deux étudiants de l'École des beaux-arts prirent une chambre en colocation : Jean Boucher, le sculpteur, et son aîné Jules Ronsin, peintre portraitiste et futur directeur de l'École régionale des beaux-arts de Rennes[39].
- No 54 : immeuble inscrit aux monuments historiques[40].
L'Union des Françaises contre l'alcool (UFCA) y a son siège entre 1920 et 1935, jusqu'à sa fusion avec la Ligue nationale contre l'alcoolisme, dont le siège se trouve à proximité, 147 boulevard Saint-Germain[41].
- No 55 : entre 1924 et 1936 s'y trouve la Bibliothèque féministe et féminine d'Eugénie Chulliat, au sein de la librairie de son mari (Librairie Ducrocq)[42]
- No 57 : immeuble édifié au XVIIe siècle,  Inscrit MH (1961) (façade sur rue et toiture)[43], anciennement hôtel du Maroc[44] et, à une période indéterminée, hôtel Louis XV.
  - Le poète Charles Baudelaire (1821-1867) habita à l’hôtel du Maroc de mai 1854 à mars 1855. À partir du mois de juillet de cette même année, il revint loger rue de Seine, au no 27[31].
  - À cet endroit se trouvait un ancien jeu de paume, transformé à partir de 1831 en atelier d'imprimerie-lithographie par Joseph-Rose Lemercier[45] (1803-1887). Son neveu Alfred lui succéda en 1887[46] à la tête de l'Imprimerie Lemercier[47].
  - On remarque au-dessus de l’entrée un cartouche portant les mots « Henri Diéval Maître Imprimeur », propriétaire de l’immeuble et y demeurant dans les années 1920[48], imprimeur[49].
  - La boîte de nuit branchée Rock'n Roll Circus s'y trouvait, remplacée en 1972 par le Whisky à gogo (ultérieurement renommé WAGG, dont l'entrée se fait par le 62, rue Mazarine). Selon une version non officielle, Jim Morrison (1943-1971), chanteur du groupe de rock psychédélique The Doors, serait mort au Rock'n Roll Circus dans la nuit du 2 au 3 juillet 1971, à l'âge de 27 ans[50] d'une overdose d'héroïne[51],[52]. Son corps aurait ensuite été ramené chez lui, dans l'appartement qu'il occupait avec sa compagne rue Beautreillis, de l'autre côté de la Seine, dans le 4e arrondissement. Le médecin chargé de dresser le rapport médico-légal de son cadavre, trouvé dans la baignoire, conclut à une mort naturelle par arrêt cardiaque à la suite d'un infarctus du myocarde[53].

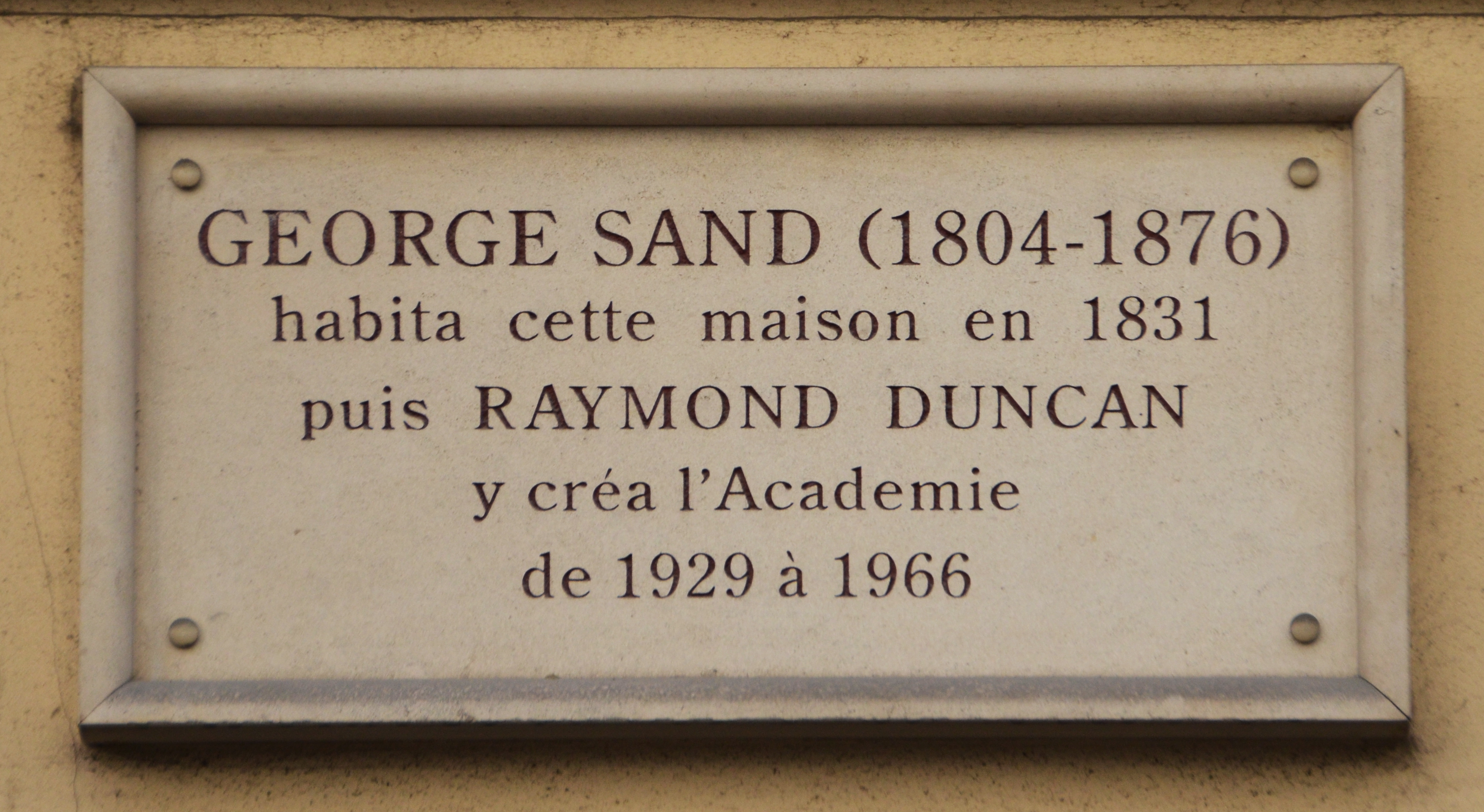
Plaque au no 31.
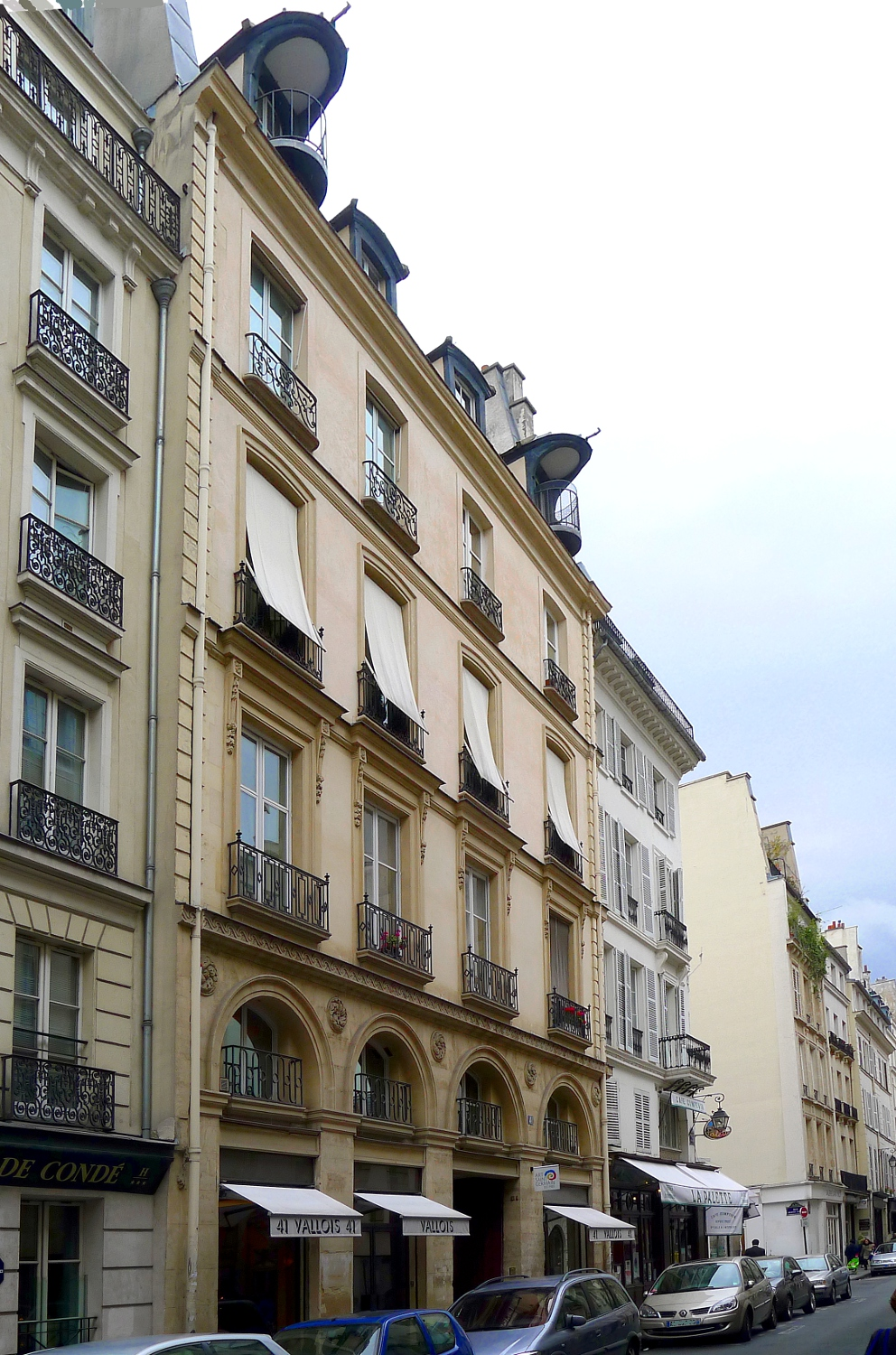
No 41.
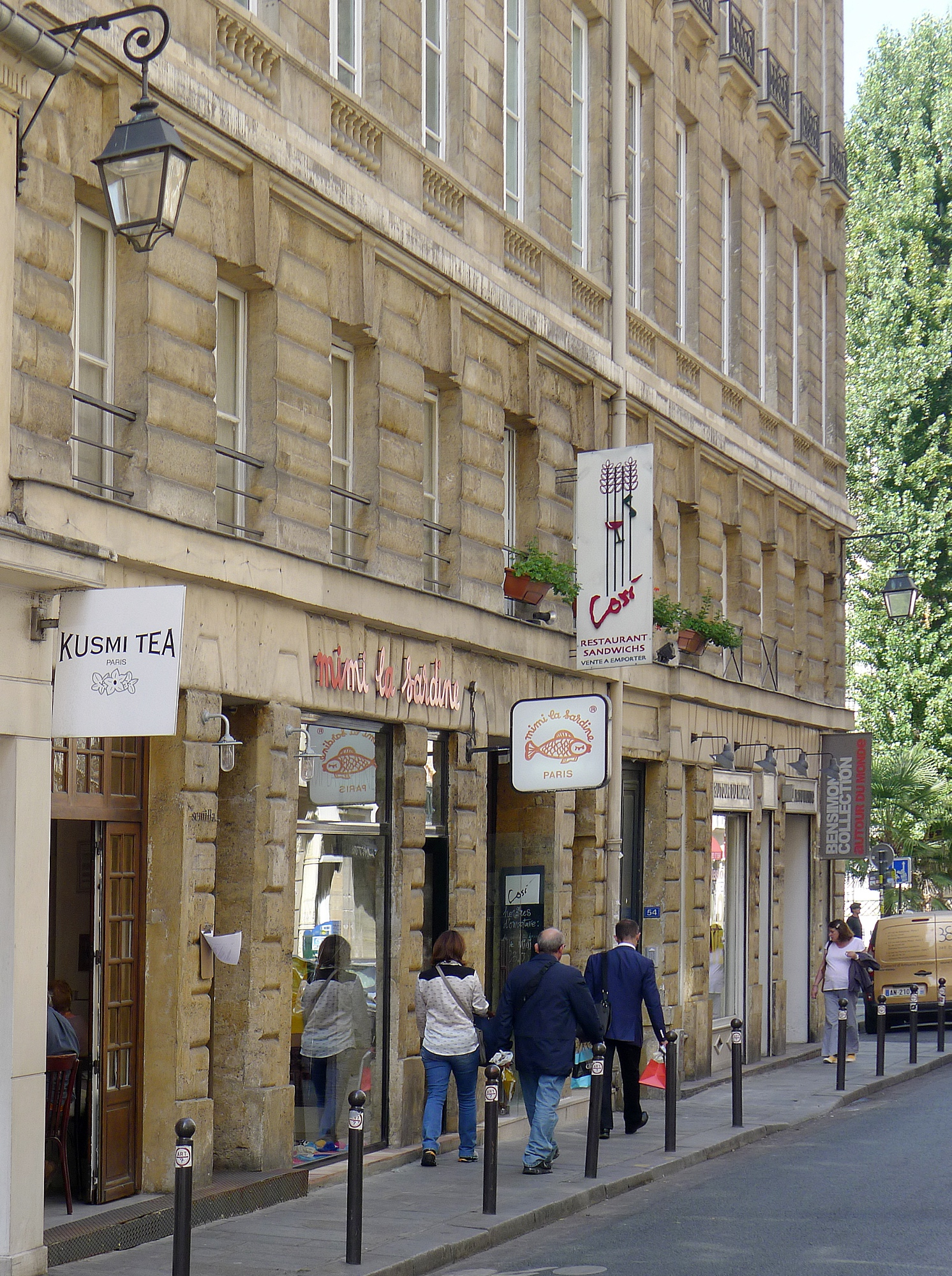
Immeuble du no 54.
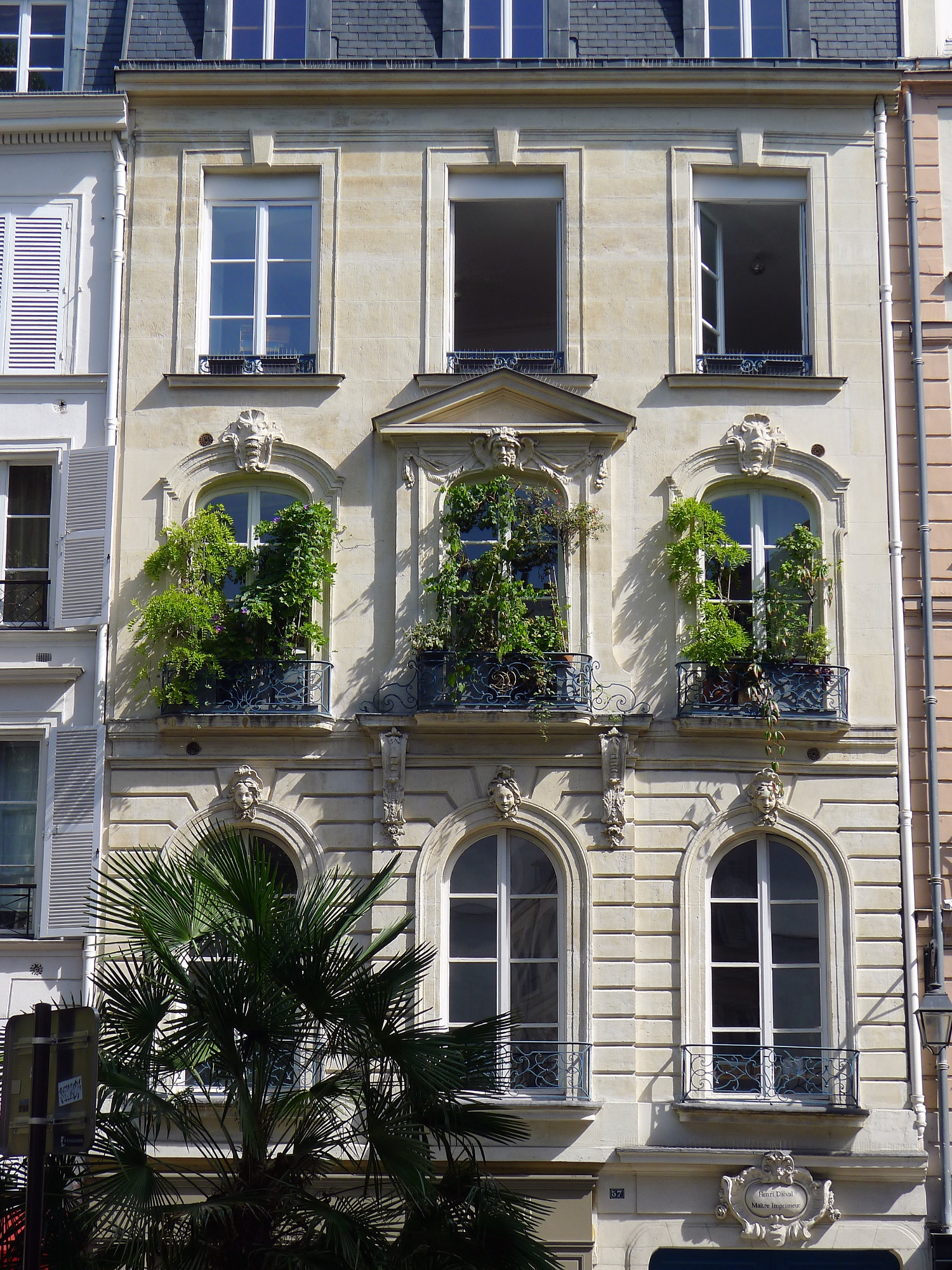
Façade du no 57.
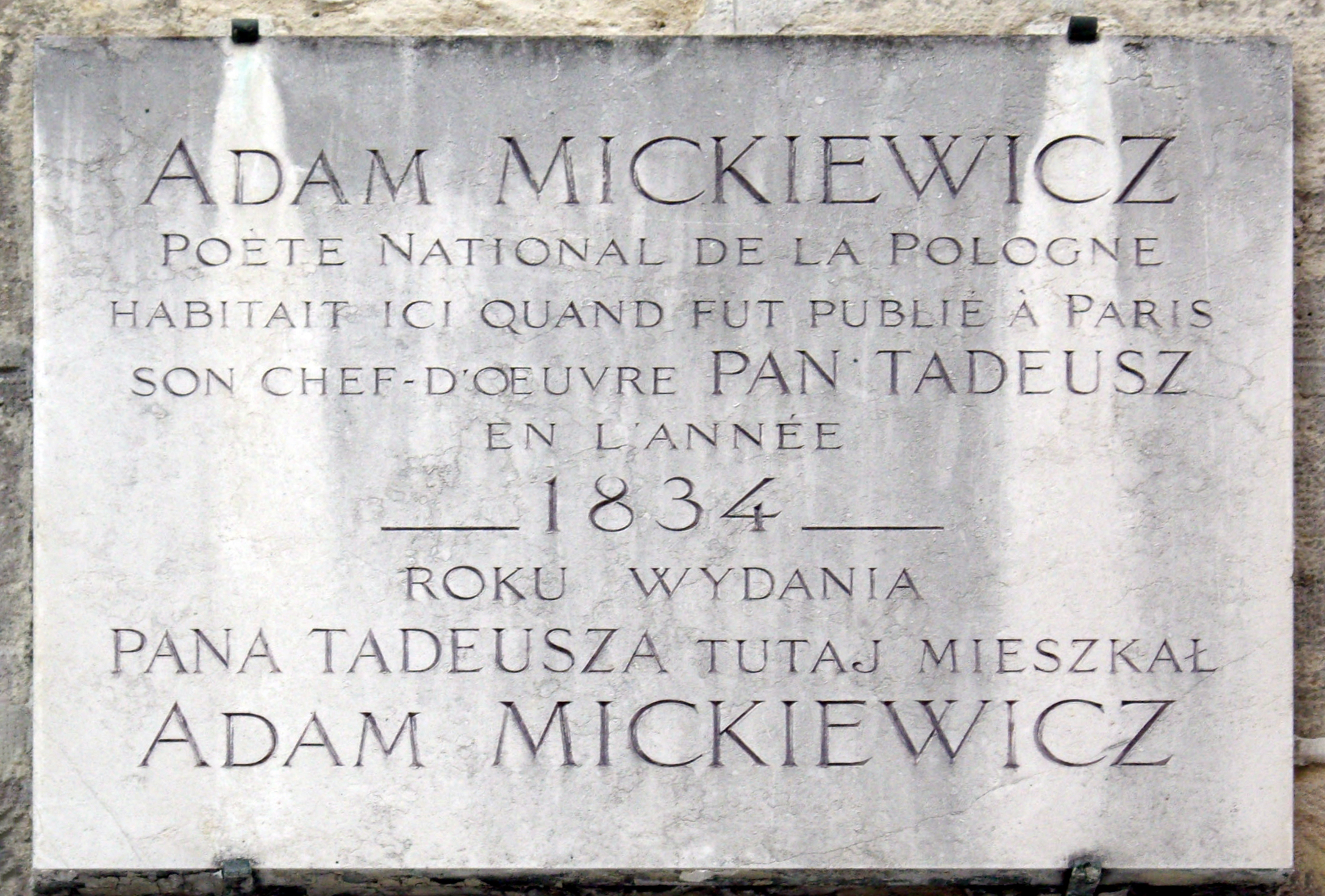
Plaque au no 63.
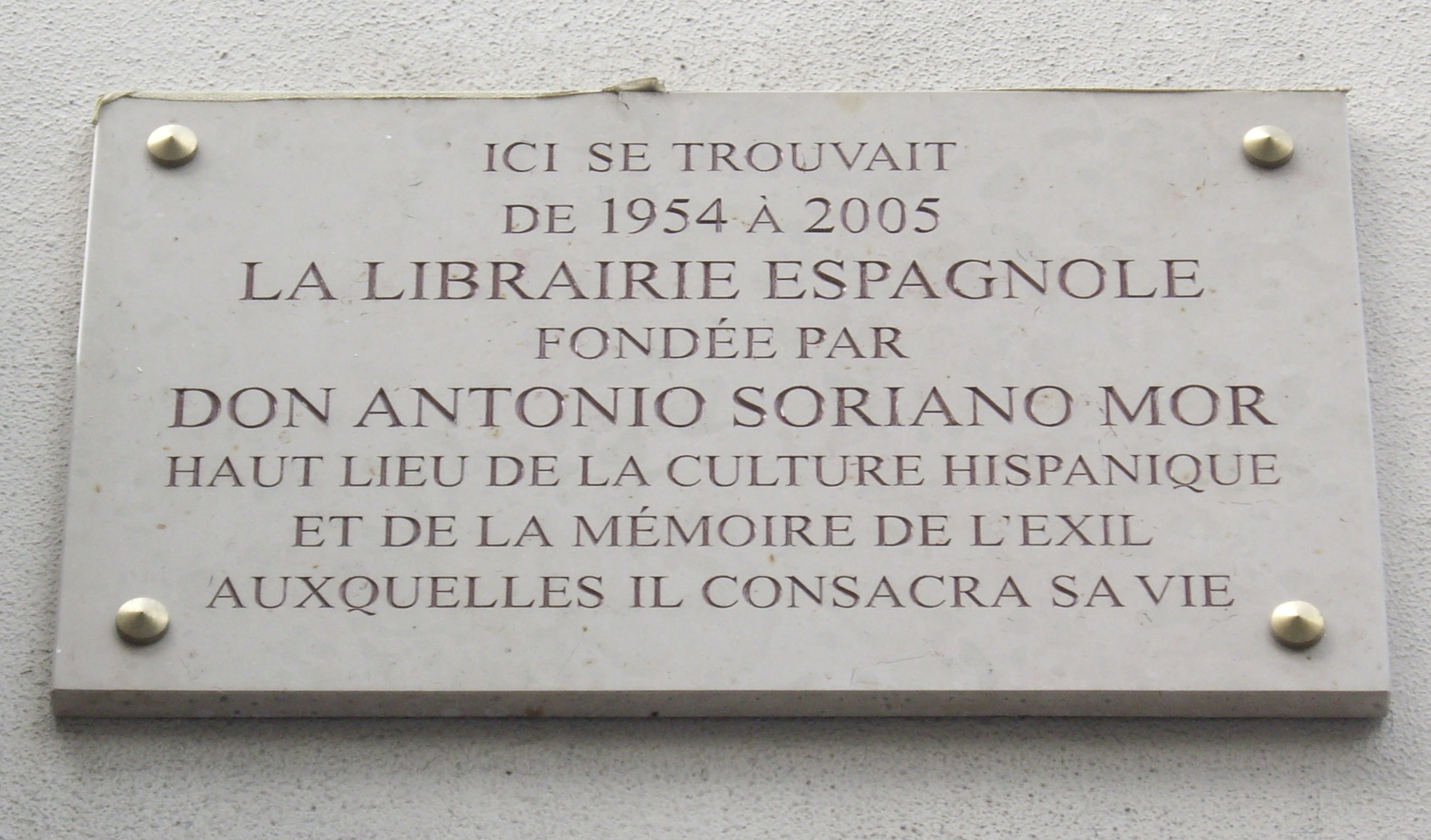
Plaque au no 72, édifice de la Librairie espagnole fondée par Antonio Soriano.

- À l'angle avec la rue Jacob se trouve un jardinet orné d'une fontaine réalisée par le sculpteur Guy Lartigue en 1977 (Sphère).
- No 60 : hôtel La Louisiane[54], où vécurent l'écrivain égyptien Albert Cossery (pendant soixante-trois ans), Juliette Gréco, Anne-Marie Cazalis, Annabel Schwob (avant son mariage avec Bernard Buffet), Jean-Paul Sartre et Simone de Beauvoir.
- No 63 : le poète polonais Adam Mickiewicz habita ici en 1834 et y écrivit son chef-d'œuvre Pan Tadeusz. Chardin y naquit en 1699 et Edmond-Marie Poullain y eut son atelier en 1904, y recevant des grands noms des arts et de la poésie.
- No 72 : de 1954 à 2005 se trouve la Librairie espagnole, fondée par Don Antonio Soriano Mor ; une plaque lui rend hommage.
- No 91 : le cinéaste et acteur italien Marcello Mastroianni vécut de nombreuses années jusqu'à sa mort en 1996.
- No 95 :
  - L'ancien président de la République Jacques Chirac vécut à cette adresse durant sa jeunesse[55].
  - La chanteuse et actrice Juliette Gréco vécut avec sa sœur, chez leur mère, au cinquième étage, vers 1936-1937[56].

### Emplacements non localisés
- Le peintre Martin Drolling (ou Drölling, 1752-1817) habitait rue de Seine lorsqu'il se maria en 1785 en secondes noces avec Louise-Elisabeth Belot, fille du peintre Michel Belot qui était installé rue de l'Arbre-Sec, au chevet de l'église Saint-Germain-l'Auxerrois[57] comme marchand de couleurs et de tableaux, restaurateur et fournisseur de matériel pour artistes peintres. Par la suite Drölling vécut dans son logement de la rue de Seine en compagnie de son épouse[58].
- Antoine Casimir de Mirandol (1759-?) député de la Dordogne de 1815 à 1831 était domicilié à partir de 1817[59] (au plus tard) et jusque vers 1831[60] rue de Seine, au no 47 (numérotage de l'époque).
- Michel Martin Drolling (1786-1852), peintre comme son père Martin (voir ci-dessus) mourut rue de Seine no 20[57] (numérotage de l'époque).
- Dans les années 1980, Régis Debray a vécu dans cette rue[61].

### Dans la littérature
- Dans le roman La Duchesse de Langeais achevé en 1834, Honoré de Balzac place le domicile du  général de Montriveau dans la partie méridionale de la rue de Seine, à proximité de la chambre des pairs, qui siège au palais du Luxembourg. « Armand demeurait rue de Seine, à quelques pas de la chambre des pairs, où il devait y avoir une séance ce jour-là. Mais longtemps avant que les pairs ne se rendissent à leur palais, quelques personnes aperçurent la voiture et la livrée de la duchesse. »

- C'est rue de Seine qu'en 1953 Guy Debord écrivit à la craie blanche sur un mur le slogan : « Ne travaillez jamais[62]. »

- Rue de Seine est le thème et le titre d’un poème de Jacques Prévert.